# Splendrillia hansenae
Splendrillia hansenae é uma espécie de gastrópode do gênero Splendrillia, pertencente a família Drilliidae.